# Hoàng Kiến Thịnh
Hoàng Kiến Thịnh (tiếng Trung giản thể: 黄建盛, bính âm Hán ngữ: Huáng Jiànshèng, sinh tháng 9 năm 1957, người Hán) là chính trị gia nước Cộng hòa Nhân dân Trung Hoa. Ông hiện là Bí thư Đảng tổ, Chủ tịch Chính Hiệp Hắc Long Giang. Ông từng là Phó Chủ tịch tổ chức này, và cũng từng giữ các chức vụ lãnh đạo tỉnh Hắc Long Giang như Phó Bí thư Tỉnh ủy, Hiệu trưởng Trường Đảng Hắc Long Giang, Bí thư Ủy ban Kiểm Kỷ Tỉnh ủy, Bí thư Ủy ban Chính Pháp Tỉnh ủy và Phó Tỉnh trưởng Chính phủ Hắc Long Giang.
Hoàng Kiến Thịnh là đảng viên Đảng Cộng sản Trung Quốc, học vị Cử nhân Quản lý kinh tế, Cử nhân Lý luận pháp luật, Thạc sĩ EMBA. Ông có sự nghiệp đều ở tổ chức địa phương với hơn 30 năm ở Giang Tây, 15 năm Hắc Long Giang.

## Xuất thân và giáo dục
Hoàng Kiến Thịnh sinh tháng 9 năm 1957 tại huyện Đông Hương, nay là quận Đông Hương, thuộc địa cấp thị Phủ Châu, tỉnh Giang Tây, Cộng hòa Nhân dân Trung Hoa. Ông lớn lên và tốt nghiệp phổ thông ở Đông Hương năm 1974, cuối năm này thì được đưa vào diện thanh niên trí thức của phong trào Vận động tiến về nông thôn, được đào tạo ở trang trại khai khẩn Hồng Tinh (红星垦殖场) ở Đồng Hương cho đến khi phong trào kết thúc. Tháng 9 năm 1982, ông theo học khóa quản lý kinh tế chuyên nghiệp 2 năm ở Học viện Cán bộ quản lý hành chính Giang Tây. Từ tháng 7 năm 2008 đến tháng 6 năm 2010, ông học khóa điều hành cao cấp dành cho nhà quản lý cấp cao ở Học viện Quản lý của Đại học Công nghiệp Cáp Nhĩ Tân, nhận bằng Thạc sĩ Điều hành cao cấp (EMBA). Hoàng Kiến Thịnh được kết nạp Đảng Cộng sản Trung Quốc vào tháng 9 năm 1976 trong thời kỳ nông thôn, từng tham gia 3 khóa đào tạo tại Trường Đảng Trung ương Đảng Cộng sản Trung Quốc gồm tiến tu giai đoạn tháng 2–7 năm 1995, khóa học 1 năm cán bộ trung, thanh niên từ tháng 9 năm 1998 đến tháng 7 năm 1999, và chương trình nghiên cứu sinh tại chức về lý luận pháp luật tại Viện Nghiên cứu sinh của Trường Đảng từ tháng 9 năm 1998 đến tháng 7 năm 2001.

## Sự nghiệp

### Giang Tây
Cuối những năm 70, sau khi phong trào Vận động nông thôn kết thúc, Hoàng Kiến Thịnh tiếp tục làm việc ở trang trại khai khẩn Hồng Tinh với cương vị là Phó Chủ nhiệm Văn phòng Kinh tế tập thể, Bí thư Đoàn Thanh niên Cộng sản Trung Quốc ở trang trại này. Đến tháng 10 năm 1981, ông được điều tới huyện Sùng Nhân của Phủ Châu làm Bí thư Huyện đoàn trong 1 năm, sau đó đi học 2 năm thì trở về địa cấp thị Ưng Đàm, vào Thị ủy làm Phó Bộ trưởng Bộ Tổ chức Thị ủy Ưng Đàm. Tháng 8 năm 1988, ông về huyện Vạn An của Cát An, chỉ định làm Phó Bí thư Huyện ủy và được bổ nhiệm làm Huyện trưởng Vạn An. Sau đó 3 năm, ông lại được chuyển về cơ quan Đoàn Thanh niên, nhậm chức Phó Bí thư Tỉnh đoàn Giang Tây, và thăng chức làm Bí thư Tỉnh đoàn từ tháng 5 năm 1992. Tháng 10 năm 1996, ông được điều về địa khu Nghi Xuân làm Phó Bí thư Địa ủy, được 3 năm thì tiếp tục điều chuyển và tới địa khu Thượng Nhiêu làm Phó Bí thư Địa ủy, Địa trưởng (Hành thự chuyên viên). Năm 2000, hệ thống địa khu Trung Quốc nói chung và Giang Tây nói riêng được chuyển đổi, địa khu Thượng Nhiêu đổi thành địa cấp thị Thượng Nhiêu, và ông chuyển chức làm Phó Bí thư Thị ủy, Thị trưởng Thượng Nhiêu. Ở Thượng Nhiêu thời gian ngắn, ông được chuyển trở lại Ưng Đàm làm Bí thư Thị ủy Ưng Đàm 5 năm, rồi Bí thư Thị ủy Cát An từ tháng 10 năm 2006. Tính cả những năm trong phong trào nông thôn, ông có hơn 30 năm sự nghiệp ở quê nhà Giang Tây.

### Hắc Long Giang
Tháng 12 năm 2007, Hoàng Kiến Thịnh được điều tới tỉnh Hắc Long Giang, chỉ định làm Thành viên Đảng tổ Chính phủ Nhân dân tỉnh, được bổ nhiệm làm Phó Tỉnh trưởng Hắc Long Giang. Sau đó nửa năm, ông được bầu vào Ban Thường vụ Tỉnh ủy, phân công làm Bí thư Ủy ban Chính Pháp Tỉnh ủy Hắc Long Giang. Đến tháng 4 năm 2012, ông chuyển chức và được bầu làm Bí thư Ủy ban Kiểm Kỷ Tỉnh ủy, sau đó 4 năm thì là Phó Bí thư chuyên chức Tỉnh ủy, Hiệu trưởng Trường Đảng Hắc Long Giang, được bầu làm Ủy viên Ủy ban Kiểm tra Kỷ luật Trung ương Đảng Cộng sản Trung Quốc khóa XVIII. Đầu năm 2017, ông là Phó Chủ tịch Chính Hiệp tỉnh, Bí thư Đảng tổ, đến ngày 27 tháng 1 năm 2018 thì được bầu làm Chủ tịch Ủy ban Hắc Long Giang Hội nghị Hiệp thương Chính trị Nhân dân Trung Quốc, cấp chính tỉnh, và là Ủy viên Chính Hiệp Trung Quốc khóa XIII. Cuối năm 2022, ông tham gia Đại hội Đảng Cộng sản Trung Quốc lần thứ XX từ đoàn đại biểu Hắc Long Giang.